# Kat Dennings
Kat Dennings, nome d'arte di Katherine Victoria Litwack (Bryn Mawr, 13 giugno 1986), è un'attrice statunitense.
Ottiene notorietà internazionale grazie all'interpretazione di Max Black nella serie televisiva 2 Broke Girls, andata in onda dal 2011 al 2017. Dal 2011 entra nel cast del Marvel Cinematic Universe, nei panni della giovane astrofisica Darcy Lewis, presente nei film Thor, Thor: The Dark World e Thor: Love and Thunder, nella miniserie televisiva WandaVision e nella serie animata What If...?.
La Dennings nel corso della sua carriera ha ottenuto svariate candidature, vincendo il premio Crystal Reel Awards come miglior attrice nel 2012, per l'interpretazione di Renee Yohe nel film biografico Renee - La mia storia.

## Biografia
Kat Dennings nasce a Bryn Mawr, in Pennsylvania, il 13 giugno 1986 da una famiglia ebraica, ultimogenita dei cinque figli di Gerald J. Litwack, un farmacologo e docente universitario, e di Ellen Judith Litwack, una poetessa e logopedista. Nel 2002 si trasferisce con la famiglia a Los Angeles, in California. 
La Dennings ha curato un blog dal gennaio 2001 fino al 20 febbraio 2010 sul suo sito web, fino a quando non è passata al video blogging su YouTube. Ha dichiarato al giornale The Jewish Journal of Greater Los Angeles che l'ebraismo "è una parte importante del mio passato, ma, di fatto, la religione non fa parte della mia vita". Nel dicembre del 2008, la Dennings dichiarò al magazine BlackBook, "io non bevo, non fumo e non mi piace avere intorno persone che lo fanno".
Nel 2021 inizia una relazione con il musicista e cantante Andrew W.K., confermata via social su Instagram. Successivamente, a Novembre 2023 i due si sono sposati, rendendo però pubblica la notizia soltanto un mese dopo.

### Carriera cinematografica
Inizia a recitare da bambina dove è apparsa in alcuni spot pubblicitari, debuttando sul piccolo schermo nella terza stagione della serie televisiva Sex and the City, nell'episodio Eterne ragazzine, riscuotendo successivamente una certa popolarità nei panni di Sarah Stewart, una preadolescente orfana di madre, protagonista della sitcom Raising Dad andata in onda dal 2001 al 2002; il futuro Premio Oscar Brie Larson, nella sitcom interpretava la sorella Emily. 

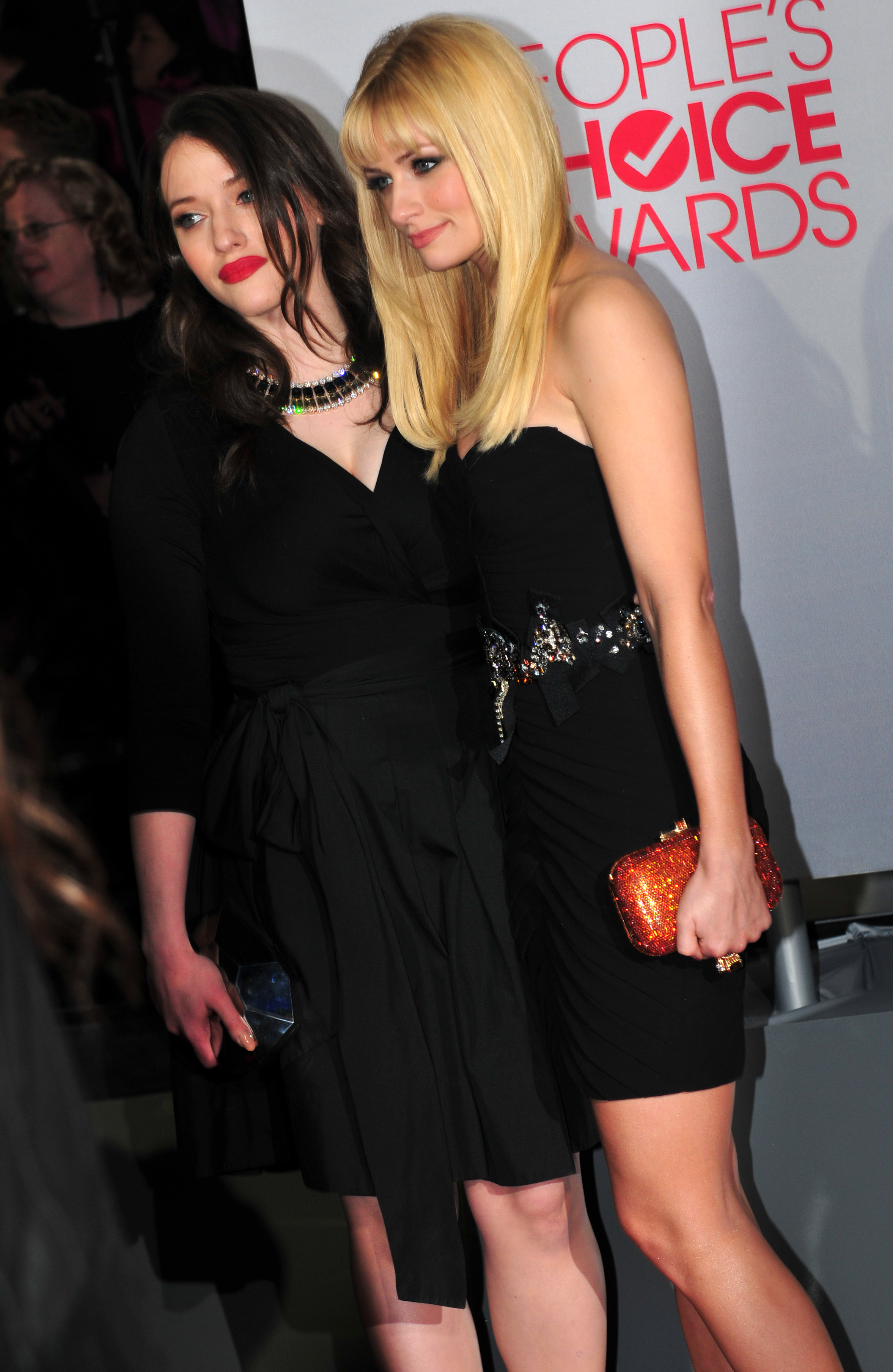
Nella foto Kat Dennings e Beth Behrs alla 38ª edizione dei People's Choice Awards.

Nel 2002 recita nella commedia-fantasy Attenzione: fantasmi in transito facente parte dei lungometraggi per la televisione della Disney Channel. Nel 2003 prende parte ad alcune serie televisive e sitcom di successo quali Senza traccia, nell'episodio Gioventù bruciata nei panni di Jennifer Norton, nella sitcom Perfetti... ma non troppo e nella quarta stagione di CSI - Scena del crimine, in Svegli all'alba nei panni di Missy Wilson, oltre al film televisivo The Snobs. Nel 2004 esordisce sul grande schermo nel film Nata per vincere con protagonista Hilary Duff, impersonando la cupa pianista Sloane, nello stesso anno recita anche nel film televisivo Sudbury. Sempre nel 2004, avrebbe dovuto recitare nella serie televisiva Everwood, nel ruolo di Laynie Hart, ma per ragioni sconosciute la parte fu affidata a Nora Zehetner.
Un anno più tardi entra nel cast di Down in the Valley con protagonista Edward Norton, dove interpreta April, recitando anche nella commedia 40 anni vergine nel ruolo di Marla Piedmont e nel film drammatico London. Nello stesso anno recita nella serie Clubhouse, in CSI: NY e in cinque episodi di E.R. - Medici in prima linea, dove interpreta Zoe Butler, un adolescente che conduce una relazione segreta con il dottor Ray Barnett, prima di scoprire che quest'ultima è minorenne. Nel 2006 interpreta una delle pestifere figlie di Tom Fuller, Molly, in FBI: Operazione tata, sequel del film Big Mama del 2000, mentre nel 2007 recita in Charlie Bartlett. 

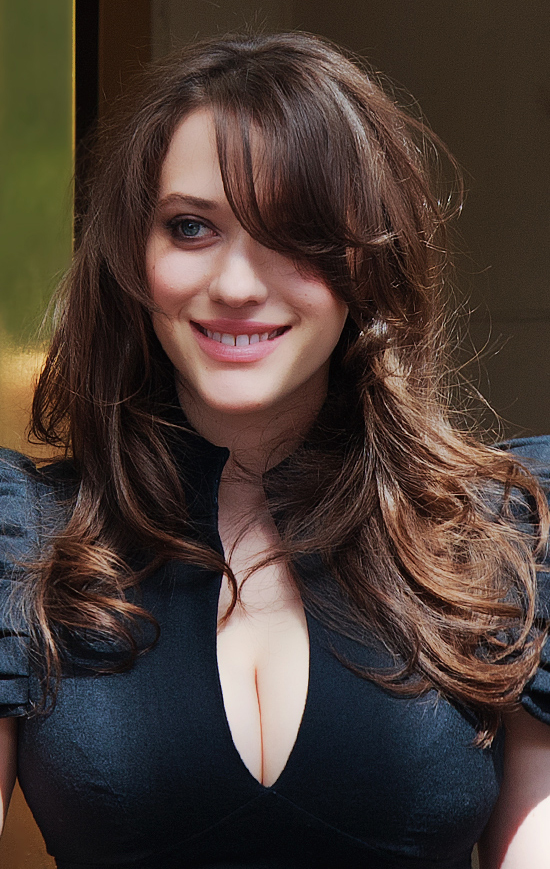
Kat Dennings nel 2010 al Toronto International Film Festival.

Nel 2008 viene ingaggiata nel cast de La coniglietta di casa, con Anna Faris ed Emma Stone in cui impersona il ruolo di Mona, mentre recita la parte di Norah Silverberg nel film Nick & Norah - Tutto accadde in una notte, dove si innamora a prima vista di Nick O'Leary (interpretato da Michael Cera). Grazie all'interpretazione di Norah, la Dennings ottenne alcune candidature come miglior attrice in un film commedia o musicale ai Satellite Awards nel 2008, una candidatura per Choice Movie Actress: Music/Dance ai Teen Choice Awards e una candidatura per la miglior performance rivelazione femminile, agli MTV Movie Awards nel 2009. Ottiene una piccola parte nel film Il mistero della pietra magica diretto da Robert Rodriguez, ed entra nel cast della commedia romantica Arlen Faber e in Defendor, dove interpreta la giovane prostituta Katerina Debrofkowitz; Nel 2010 recita anche nel film Daydream Nation.
Nel 2011 viene ingaggiata per impersonare il ruolo di Max Black, una ragazza sprezzante della vita date le sue condizioni sociali ed economiche pessime, che non ha mai conosciuto il padre ed è figlia di una madre inerte e beona; lavora insieme a Caroline Channing (interpretata da Beth Behrs) al Williamsburg Diner, una tavola calda dei bassifondi di Brooklyn, a New York. La serie 2 Broke Girls, andata in onda per sei stagioni dal 2011 al 2017, fu il trampolino di lancio per affermare la notorietà internazionale della Dennings, elogiata dalla critica cinematografica per l'interpretazione del suo personaggio. Sempre nel 2011 entra nel cast di Thor, quarto capitolo dell'Universo cinematografico della Marvel, nei panni dell'astrofisica Darcy Lewis e nel 2012 recita nel film biografico Renee - La mia storia, nel ruolo della protagonista Renee Yohe, una ragazza tossicodipendente affetta da depressione e autolesionismo. Grazie all'interpretazione di Renee Yohe la Dennings vinse il premio Crystal Reel Awards come miglior attrice.
Nel 2013 interpreta nuovamente Darcy Lewis in Thor: The Dark World, ottavo capitolo del Marvel Cinematic Universe. Nel 2014 viene ingaggiata nel film Suburban Gothic nel ruolo di Becca e recita nel secondo episodio della terza stagione di The Newsroom. L'anno dopo interpreta se stessa nel film Hollywood Adventures diretto da Zhao Wei e tra il 2015 e il 2018, prende parte a tre episodi della serie televisiva Drunk History; nel 2018 recita nel film televisivo How May We Hate You?.
Dal 2019 entra nel cast della serie televisiva Dollface come protagonista nel ruolo di Jules Wiley, e nel 2020 recita nella commedia drammatica Friendsgiving nei panni di Abby. Nel 2021 riprende il ruolo di Darcy Lewis nella miniserie televisiva del MCU WandaVision e appare nel film Thor: Love and Thunder del 2022, in un breve cameo.

### Doppiatrice
Nel corso della sua carriera nel mondo del cinema, la Dennings si è distinta anche come doppiatrice prestando la voce ad alcune serie animate famose. Tra il 2009 e il 2010 ha doppiato 2 episodi della quinta e della sesta stagione di American Dad! e nel 2012, un episodio della serie Robot Chicken. Nel 2017 ha prestato la voce ad una puntata della ventinovesima stagione de I Simpson, e nel 2018 presta la voce al personaggio di Dallas Moonshiner per 8 episodi, nella serie animata Dallas & Robo.
Nella serie Big Mouth dà la voce al personaggio Leah Birch per 14 episodi, mentre nel 2021 doppia il personaggio di Darcy Lewis nella serie animata What If...?.

## Filmografia

### Attrice

#### Cinema
- Nata per vincere (Raise Your Voice), regia di Sean McNamara (2004)
- Down in the Valley, regia di David Jacobson (2005)
- 40 anni vergine (The 40 Year-Old Virgin), regia di Judd Apatow (2005)
- London, regia di Hunter Richards (2005)
- FBI: Operazione tata (Big Momma's House 2), regia di John Whitesell (2006)
- Charlie Bartlett, regia di Jon Poll (2007)
- La coniglietta di casa (The House Bunny), regia di Fred Wolf (2008)
- Nick & Norah - Tutto accadde in una notte (Nick and Norah's Infinite Playlist), regia di Peter Sollett (2008)
- Il mistero della pietra magica (Shorts), regia di Robert Rodriguez (2009)
- Arlen Faber, regia di John Hindman (2009)
- Defendor, regia di Peter Stebbings (2009)
- Daydream Nation, regia di Michael Goldbach (2010)
- Thor, regia di Kenneth Branagh (2011)
- Renee - La mia storia (To Write Love on Her Arms), regia di Nathan Frankowski (2012)
- Thor: The Dark World, regia di Alan Taylor (2013)
- Suburban Gothic, regia di Richard Bates Jr. (2014)
- Hollywood Adventures, regia di Zhao Wei (2015)
- Invito a cena con disastro (Friendsgiving), regia di Nicol Paone (2020)
- Thor: Love and Thunder, regia di Taika Waititi (2022)

#### Televisione
- Sex and the City – serie TV, episodio 3x15 (2000)
- Raising Dad – serie TV, 22 episodi (2001-2002)
- Attenzione: fantasmi in transito (The Scream Team), regia di Stuart Gillard – film TV (2002)
- Senza traccia (Without a Trace) – serie TV, episodio 2x06 (2003)
- Perfetti... ma non troppo (Less Than Perfect) – serie TV, episodio 2x10 (2003)
- The Snobs, regia di Pamela Fryman – film TV (2003)
- CSI - Scena del crimine (CSI: Crime Scene Investigation) – serie TV, episodio 4x15 (2003)
- Sudbury, regia di Bryan Spicer – film TV (2004)
- Clubhouse – serie TV, episodio 1x08 (2005)
- CSI: NY – serie TV, episodio 2x07 (2005)
- E.R. - Medici in prima linea (ER) – serie TV, 5 episodi (2005-2006)
- 2 Broke Girls – serie TV, 138 episodi (2011-2017)
- The Newsroom – serie TV, episodio 3x02 (2014)
- Drunk History – serie TV, episodio 3x07-4x05-5x05 (2015-2018)
- How May We Hate You?, regia di Will Gluck – film TV (2018)
- Dollface – serie TV, 20 episodi (2019-2022)
- WandaVision, regia di Matt Shakman – miniserie TV, 6 puntate (2021)
- Quell'uragano di figlia (Shifting Gears) – serie TV, 10 episodi (2025-in corso)

### Doppiatrice
- American Dad! – serie TV, episodi 5x08-6x07 (2009-2010)
- Robot Chicken – serie TV, episodio 6x01 (2012)
- I Simpson (The Simpsons) – serie TV, episodio 29x08 (2017)
- Dallas & Robo – serie TV, 8 episodi (2018)
- Big Mouth – serie TV, 14 episodi (2017-2020)
- What If...? – serie TV (2021)

### Videoclip
- Get the Girl Back degli Hanson (2013)
- Everybody Sins di Andrew W.K. (2021)

## Riconoscimenti
- Satellite Awards
  - 2008 – Candidatura alla miglior attrice in un film commedia o musicale per Nick & Norah - Tutto accadde in una notte
- Teen Choice Awards
  - 2009 – Candidatura al Choice Movie Actress: Music/Dance per Nick & Norah - Tutto accadde in una notte
- MTV Movie Awards
  - 2009 – Candidatura alla miglior performance rivelazione femminile per Nick & Norah - Tutto accadde in una notte
- Crystal Reel Awards
  - 2012 – Miglior attrice per Renee - La mia storia
- People's Choice Awards
  - 2014 – Candidatura al premio "amiche del cuore" preferite in una serie TV per 2 Broke Girls
- Hollywood Critics Association
  - 2021 – Candidatura alla miglior attrice non protagonista in una miniserie, serie antologica o film per la televisione per WandaVision

## Doppiatrici italiane
Nelle versioni in italiano delle opere in cui ha recitato, Kat Dennings è stata doppiata da:
- Alessia Amendola in Senza traccia, Nick & Norah - Tutto accadde in una notte, Il mistero della pietra magica, 2 Broke Girls, Thor, Thor: The Dark World, WandaVision, Dollface, Thor: Love and Thunder, Quell'uragano di figlia
- Gemma Donati in Nata per vincere, 40 anni vergine, Charlie Bartlett
- Federica De Bortoli in CSI: NY
- Chiara Gioncardi in La coniglietta di casa
- Eleonora Reti in Down in the Valley
- Rossella Acerbo in Defendor
- Cristina Giachero in Sex and the City
- Letizia Scifoni in Perfetti... ma non troppo
- Eliana Lupo in CSI: Scena del crimine
- Letizia Ciampa in The Newsroom

Da doppiatrice è sostituita da:
- Alessia Amendola in Robot Chicken, I Simpson, What If...?
- Laura Latini in American Dad! (ep. 5x08)
- Gemma Donati in American Dad! (ep. 7x07)
- Sara Torresan in Big Mouth